# Callosamia
Callosamia — род чешуекрылых из семейства павлиноглазок и подсемейства Arsenurinae.

## Систематика
В состав рода входят:
- Callosamia promethea (Drury, 1773) — Северо-Восточные Соединённые Штаты
- Callosamia angulifera (Walker, 1855) — Северо-Восточные Соединённые Штаты
- Callosamia securifera (Maassen, 1873) — южная, северная и восточная части США